# Поттс, Энни
Энн Хэ́мптон «Э́нни» Поттс (англ. Anne Hampton «Annie» Potts; род. 28 октября 1952) — американская актриса театра, кино и телевидения, комедиантка и продюсер.
Поттс известна по своим ролям в популярных фильмах 1980-х годов, таких как «Охотники за привидениями» (1984), «Девушка в розовом» (1986), «Джек-попрыгун» (1986), «Кто такой Гарри Крамб?» (1989) и «Охотники за привидениями 2» (1989). Она также известна как актриса озвучивания: озвучила Бо Пип в фильмах «История игрушек», «История игрушек 2» и «История игрушек 4».
На телевидении наиболее известна по главной роли Мэри Джо Джексон Шайвли в ситкоме телеканала CBS «Создавая женщину» (1986—1993). Она также исполнила главные роли в комедийном сериале «Любовь и война» (1993—1995), который принес ей номинацию на премию «Эмми» в категории «Лучшая актриса в комедийном телесериале», и в драматическом сериале «Теперь в любой день» (1998—2002), за которую дважды была номинирована на премию «Гильдии киноактёров США» в категории за «Лучшую женскую роль в драматическом сериале».

## Ранняя жизнь
Поттс родилась в Нашвилле, Теннесси, в семье Пауэлла Гризетта Поттса и Дороти Харрис Поттс. Выросла во Франклине, Кентукки, окончила среднюю школу Франклин-Симпсон. Имеет двух сестёр, Мэри Элеанор Ховиус и Элизабет Гризетту Поттс. Получила степень бакалавра изобразительных искусств в колледже Стивенса в Миссури.

## Карьера

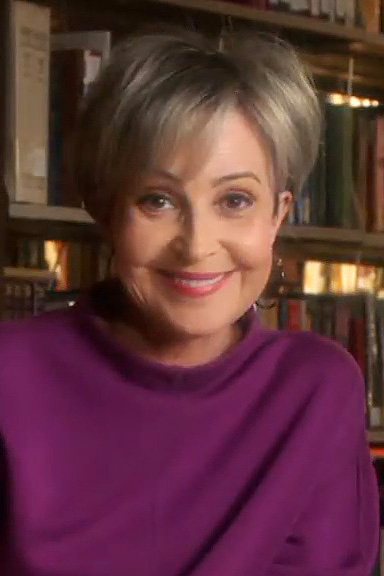
В 2019 году

Поттс дебютировала на большом экране в 1978 году в кинофильме студии Metro-Goldwyn-Mayer «Лето в поисках „Корвета“». За эту роль она была номинирована на премию «Золотой глобус» в 1979 году. В 1982 году она выиграла кинопремию «Джини» за главную роль в фильме «Сердечные страдания», о молодой женщине, жене гонщика, которая воспитывает ребёнка своих друзей.
Поттс наиболее известна по ролям Джанин Мелнитз в фильмах «Охотники за привидениями» и «Охотники за привидениями 2», а также Мэри Джо Шайвли в ситкоме «Создавая женщину». Другими её известными ролями стали озвучивание персонажа Бо Пип в мультфильме «История игрушек» и роль в фильме «Девушка в розовом». Кроме этого она также исполнила главные роли в сериалах «Любовь и война», который принес ей номинацию на премию «Эмми» в категории «Лучшая актриса в комедийном телесериале», и в шоу «Теперь в любой день», за которую она дважды была номинирована на премию «Гильдии киноактёров США» в категории за «Лучшую женскую роль в драматическом сериале». Хотя телесериал «Теперь в любой день» имел успех в рейтингах, в 2002 году, после четырёх сезонов, Поттс решила сосредоточиться на своей семье и не стала продолжать шоу. Финал шоу был показан в марте того же года. Поттс была приглашённой звездой в таких телесериалах, как «Частный детектив Магнум», «Новая Жанна Д’Арк», «Мыслить как преступник», «Два с половиной человека», «Дурнушка» и «Юристы Бостона». Кроме того, с 2005 по 2009 год она появилась в четырёх эпизодах телесериала «Закон и порядок: Специальный корпус», исполнив роль Софи Дивер.
Поттс работала над созданием аудиокниги «Телеграф дней». Она сыграла в экранизации телеверсии «Техасвилля» — сиквеле фильма «Последний киносеанс». 17 ноября 2009 года Поттс присоединилась к актёрскому составу бродвейской пьесы «Бог резни». В 2012 году она исполнила одну из главных ролей в сериале канала ABC «Благочестивые стервы». С 2017 года снимается в комедийном сериале «Детство Шелдона» в роли бабушки главного героя.

## Личная жизнь
Поттс замужем за режиссёром Джеймсом Хейманом. У супругов родилось двое сыновей: Джеймс Пауэлл (род. 1992) и Айзек Харрис (род. 1996). Также у актрисы есть сын от предыдущего брака — Клэй. Поттс является членом совета колледжа Стивенса и на протяжении многих лет занимается сбором средств для нужд колледжа.

## Фильмография

### Кино
| Год  | Название на русском                      | Оригинальное название          | Роль                | Примечания                           |
| ---- | ---------------------------------------- | ------------------------------ | ------------------- | ------------------------------------ |
| 1978 | Лето в поисках «Корвета»                 | Corvette Summer                | Ванесса             |                                      |
| 1978 | Король цыган                             | King of the Gypsies            | Перса               |                                      |
| 1981 | Сердечные страдания                      | Heartaches                     | Бонни Ховард        |                                      |
| 1984 | Охотники за привидениями                 | Ghostbusters                   | Джанин Мелниц       |                                      |
| 1984 | Преступления на почве страсти            | Crimes of Passion              | Эми Грейди          |                                      |
| 1986 | Девушка в розовом                        | Pretty in Pink                 | Айона               |                                      |
| 1986 | Джек-попрыгун                            | Jumpin’ Jack Flash             | Лиз Карлсон         |                                      |
| 1988 | У неё будет ребёнок                      | She’s Having a Baby            | в роли самой себя   | не указана в титрах                  |
| 1988 | Передай патроны                          | Pass the Ammo                  | Дарла               |                                      |
| 1989 | Кто такой Гарри Крамб?                   | Who’s Harry Crumb?             | Хелен Даунинг       |                                      |
| 1989 | Охотники за привидениями 2               | Ghostbusters II                | Джанин Мелниц       |                                      |
| 1990 | Техасвилль                               | Texasville                     | Карла Джексон       |                                      |
| 1992 | Нарушение правил                         | Breaking the Rules             | Мэри Клинглитч      |                                      |
| 1995 | История игрушек                          | Toy Story                      | Бо Пип              | мультфильм; озвучка                  |
| 1999 | История игрушек 2                        | Toy Story 2                    | Бо Пип              | мультфильм; озвучка                  |
| 2004 | Элвис покинул здание                     | Elvis Has Left the Building    | Ширл                |                                      |
| 2007 | —                                        | The Sunday Man                 | миссис Калп         | короткометражный фильм               |
| 2008 | —                                        | The Gold Lunch                 | судья               | короткометражный фильм               |
| 2014 | —                                        | Chu and Blossom                | тётя Харли          |                                      |
| 2015 | —                                        | As Good As You                 | доктор Лора Берг    |                                      |
| 2016 | Охотники за привидениями                 | Ghostbusters                   | администратор отеля |                                      |
| 2016 | —                                        | All At Once                    | Джинни Максвелл     |                                      |
| 2017 | Рассмеши меня                            | Humor Me                       | Ди                  |                                      |
| 2017 | Иззи прётся через город                  | Izzy Gets the Fuck Across Town | Мэри                |                                      |
| 2018 | Счастливой годовщины                     | Happy Anniversary              | Дайан               |                                      |
| 2019 | История игрушек 4                        | Toy Story 4                    | Бо Пип              | мультфильм; озвучка                  |
| 2020 | Жизнь лампы                              | Lamp Life                      | Бо Пип              | короткометражный мультфильм; озвучка |
| 2021 | Охотники за привидениями: Наследники     | Ghostbusters: Afterlife        | Джанин Мелниц       |                                      |
| 2024 | Охотники за привидениями: Леденящий ужас | Ghostbusters: Frozen Empire    | Джанин Мелниц       |                                      |

### Телевидение
| Год       | Название на русском                 | Оригинальное название                     | Роль                         | Примечания                                                                    |
| --------- | ----------------------------------- | ----------------------------------------- | ---------------------------- | ----------------------------------------------------------------------------- |
| 1977      | —                                   | Hollywood High                            | Пола / Фиби                  | телесериал; основная роль                                                     |
| 1977      | Не крадите моего ребёнка            | Black Market Baby                         | Линда Клири                  | телефильм                                                                     |
| 1977      | —                                   | Busting Loose                             | Хелен                        | телесериал; 3 эпизода                                                         |
| 1978      | Семья                               | Family                                    | Кэдди Уайльд                 | эпизод: Magic                                                                 |
| 1979      | Видения                             | Visions                                   | Эллен                        | эпизод: Ladies in Waiting                                                     |
| 1979      | —                                   | Flatbed Annie & Sweetiepie: Lady Truckers | Планшетная Энни              | телефильм                                                                     |
| 1980      | Война Скарлетт О’Хара               | The Scarlett O’Hara War                   | Бетти                        | телефильм                                                                     |
| 1980      | —                                   | Goodtime Girls                            | Эдит Беделмайер              | телесериал; основная роль                                                     |
| 1981      | —                                   | The Kwicky Koala Show                     | н/д                          | мультсериал; озвучка                                                          |
| 1982      | —                                   | In Security                               | Энни Лейтон                  | телефильм                                                                     |
| 1982      | И это правильно                     | Something So Right                        | Сандей                       | телефильм                                                                     |
| 1982      | —                                   | Romance Theatre                           | Лили                         | телесериал; 5 эпизодов                                                        |
| 1983      | Ремингтон Стил                      | Remington Steele                          | Энни Карпентер               | эпизод: Steele Crazy After All These Years                                    |
| 1983      | Ковбой                              | Cowboy                                    | Ди Джи                       | телефильм                                                                     |
| 1983—1986 | Частный детектив Магнум             | Magnum, P.I.                              | Трейси Спенсер               | телесериал; 2 эпизода                                                         |
| 1984      | —                                   | Why Me?                                   | Дария                        | телефильм                                                                     |
| 1984      | В тиши ночной                       | It Came Upon the Midnight Clear           | Синди Миллс                  | телефильм                                                                     |
| 1985      | Сумеречная зона                     | The Twilight Zone                         | Кэти Лоури                   | эпизод: Wordplay                                                              |
| 1985      | Лайм-стрит                          | Lime Street                               | н/д                          | эпизод: Wordplay                                                              |
| 1986      | Фабрика комедии                     | Comedy Factory                            | Энни                         | эпизод: Hearts of Steel                                                       |
| 1986—1993 | Создавая женщину                    | Designing Women                           | Мэри Джо Шайвли              | телесериал; основная роль                                                     |
| 1987      | CBS Особенные школьные каникулы     | CBS Schoolbreak Special                   | Кэти Сандерс                 | эпизод: My Dissident Mom                                                      |
| 1987      | Удивительные истории                | Amazing Stories                           | миссис Бев Бинфорд           | эпизод: Family Dog, озвучка                                                   |
| 1987      | Человек, который упал на Землю      | The Man Who Fell to Earth                 | Луиз                         | телефильм                                                                     |
| 1993—1995 | Любовь и война                      | Love & War                                | Дана Палладино               | телесериал; основная роль                                                     |
| 1995      | Заклятый враг                       | Her Deadly Rival                          | Крис Лэнсфорд                | телефильм                                                                     |
| 1996—1997 | Опасные мысли                       | Dangerous Minds                           | Луэнн Джонсон                | телесериал; основная роль                                                     |
| 1997      | Изо всех сил                        | Over the Top                              | Хедли Мартин / Кейт          | телесериал; основная роль                                                     |
| 1998      | Геркулес                            | Hercules                                  | муза Сиринкс                 | мультсериал; эпизод: Hercules and the Muse of Dance;озвучка                   |
| 1998—2002 | Теперь в любой день                 | Any Day Now                               | Мэри Элизабет «М. Э.» Симс   | телесериал; основная роль                                                     |
| 2000      | Джонни Браво                        | Johnny Bravo                              | Вранглер                     | мультсериал; эпизод: Pop Art Johnny/Dude Ranch Doofus/A Cake Too Far; озвучка |
| 2003      | На защите наших детей               | Defending Our Kids: The Julie Posey Story | Джули Поузи                  | телефильм                                                                     |
| 2003      | —                                   | Stuck in the Middle with You              | н/д                          | телефильм                                                                     |
| 2004      | Доктор Хафф                         | Huff                                      | Дорис Джонсон                | телесериал; 4 эпизода                                                         |
| 2004—2005 | Новая Жанна д’Арк                   | Joan of Arcadia                           | лейтенант Люси Престон       | телесериал; 11 эпизодов                                                       |
| 2005      | Рядом с домом                       | Close to Home                             | доктор Марла Доддс           | эпизод: Divine Directions                                                     |
| 2005—2009 | Закон и порядок: Специальный корпус | Law & Order: Special Victims Unit         | Софи Дивер                   | телесериал; 4 эпизода                                                         |
| 2006      | —                                   | Julie Reno, Bounty Hunter                 | Энджел                       | эпизод: Pilot                                                                 |
| 2007      | Люди в деревьях                     | Men in Trees                              | Мэри Элис О’Доннелл          | телесериал; 4 эпизода                                                         |
| 2007      | —                                   | Spellbound                                | Банни                        | телефильм                                                                     |
| 2008      | Дурнушка                            | Ugly Betty                                | Линда                        | эпизод: Zero Worship                                                          |
| 2008      | Королевский размер                  | Queen Sized                               | Джоан Бейкер                 | телефильм                                                                     |
| 2008      | Юристы Бостона                      | Boston Legal                              | Джой Эспенсон                | эпизод: The Bad Seed                                                          |
| 2008      | Не замужем, с родителями            | Single with Parents                       | Элизабет                     | телефильм                                                                     |
| 2008      | —                                   | Family Man                                | н/д                          | телефильм                                                                     |
| 2009      | Два с половиной человека            | Two and a Half Men                        | Ленор                        | эпизод: Mmm, Fish. Yum.                                                       |
| 2009      | —                                   | The Karenskys                             | Перл Каренски                | телефильм                                                                     |
| 2010      | Новоиспечённый отец                 | Freshman Father                           | Дороти Даунс                 | телефильм                                                                     |
| 2010      | Женись на мне                       | Marry Me                                  | Вивьен Картер                | мини-сериал; основная роль                                                    |
| 2011      | Пять                                | Five                                      | Хелен                        | телефильм                                                                     |
| 2012      | Благочестивые стервы                | GCB                                       | Джиджи Стоппер               | телесериал; основная роль                                                     |
| 2012      | Учитель музыки                      | The Music Teacher                         | Элисон                       | телефильм                                                                     |
| 2012      | Рыбология                           | Fish Hooks                                | девочка-сухой завтрак        | мультсериал; эпизод: Principal Bea; озвучка                                   |
| 2012      | Ветеринарная клиника                | Animal Practice                           | Вирджиния Коулман            | телесериал; 2 эпизода                                                         |
| 2012      | —                                   | Paging Dr. Freed                          | н/д                          | телефильм                                                                     |
| 2013      | Классный ниндзя                     | Randy Cunningham: 9th Grade Ninja         | Тауни Зингуолд               | мультсериал; эпизод: Stank’d to the Future/Wave Slayers; озвучка              |
| 2013      | Анатомия страсти                    | Grey’s Anatomy                            | Джойс Боско                  | эпизод: Map of You                                                            |
| 2013      | Убийство на Манхэттене              | Murder In Manhattan                       | Блайт Саттон                 | телефильм                                                                     |
| 2013—2018 | Фостеры                             | The Fosters                               | Шерон Элкин                  | телесериал; 11 эпизодов                                                       |
| 2014      | Мачеха                              | Instant Mom                               | Роберта Монтгомери           | эпизод: True Romance                                                          |
| 2014      | Молодые и голодные                  | Young & Hungry                            | Донна Камински               | эпизод: Pilot; озвучка; не указана в титрах                                   |
| 2015      | Особо тяжкие преступления           | Major Crimes                              | Кларисса                     | эпизод: Special Master: Part Two                                              |
| 2015      | Морская полиция: Новый Орлеан       | NCIS: New Orleans                         | Оливия Броди                 | эпизод: Broken Hearted                                                        |
| 2015      | —                                   | Family Fortune                            | Джинджер                     | телефильм                                                                     |
| 2015—2016 | Медики Чикаго                       | Chicago Med                               | Хелен                        | телесериал; 5 эпизодов                                                        |
| 2016      | Скандал                             | Scandal                                   | Луиз Бейкер                  | эпизод: Buckle Up                                                             |
| 2016      | Дорогой доктор                      | Royal Pains                               | миссис Сакани                | телесериал; 2 эпизода                                                         |
| 2017      | —                                   | Distefano                                 | Хелен                        | телефильм                                                                     |
| 2017—2019 | Добро пожаловать в Вэйн             | Welcome to the Wayne                      | Олимпия Тимберс              | мультсериал; 2 эпизода; озвучка                                               |
| 2017—2024 | Детство Шелдона                     | Young Sheldon                             | Конни Такер, бабушка Шелдона | телесериал; основная роль                                                     |
| 2024—н.в. | Первый брак Джорджи и Мэнди         | Georgie & Mandy’s First Marriage          | Конни Такер, бабушка Джорджи | телесериал; второстепенная роль                                               |

### Игры
| Год  | Название                               | Роль           | Примечания          |
| ---- | -------------------------------------- | -------------- | ------------------- |
| 1989 | Ghostbusters II                        | Джанин Мелнитз | не указана в титрах |
| 1996 | Disney’s Animated Storybook: Toy Story | Бо Пип         |                     |
| 1999 | Toy Story 2: The Video Game            | Бо Пип         |                     |
| 2009 | Ghostbusters: The Video Game           | Джанин Мелниц  |                     |
| 2010 | Toy Story 3: The Video Game            | Бо Пип         |                     |
| 2016 | Disney Magic Kingdoms                  | Бо Пип         |                     |